# L'honestà negli amori
L'honestà negli amori è un dramma per musica in 3 atti del compositore Alessandro Scarlatti. L'opera, composta nel 1679-1680 quando Scarlatti aveva 19 anni, fu la sua seconda opera. Utilizza un libretto in lingua italiana scritto da D.F. Bernini o Domenico Filippo Contini. Fu presentata per la prima volta al Teatro di Palazzo Bernini a Roma il 3 febbraio 1680. L'opera fu rappresentata nuovamente nel 1682 ad Acquaviva delle Fonti a Palazzo De Mari con Acquaviva laureata una serenata composta da Giovanni Cesare Netti.
L'aria dell'opera "Già il sole dal Gange", registrata da Cecilia Bartoli, Luciano Pavarotti e altri, ha raggiunto una certa popolarità.